# Candid Foundation

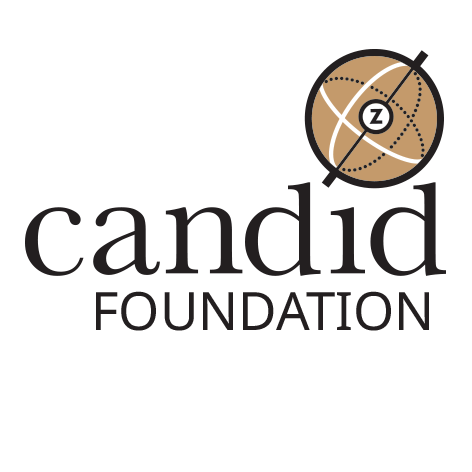
Logo der Candid Foundation in Berlin

Die Candid Foundation ist eine 2014 gegründete Nichtregierungsorganisation und Denkfabrik zur Förderung internationaler und interkultureller Beziehungen mit dem Schwerpunkt Naher Osten, Mittelmeer und Nordafrika mit Sitz in Berlin. Sie hat die Rechtsform einer Gemeinnützigen GmbH, bezeichnet sich selbst als „Think-and-Do-Tank“, der sowohl Ideen und Studien entwickelt als auch selbst innovative Projekte umsetzt.

## Geschichte
Die Candid Foundation wurde 2014 u. a. von mehreren Herausgebern des Magazins zenith und anderen Nahostfachleuten gegründet. Derzeitige Gesellschafter ("Associate Partners") sind laut eigenen Angaben  der Gesellschaft der Nahost-Experte Daniel Gerlach, der Fotograf und Dokumentarfilmer Marcel Mettelsiefen, die Konfliktforscherin Inna Rudolf, der Redakteur der Frankfurter Allgemeinen Zeitung Christian H. Meier, der ARD-Hörfunkjournalist Moritz Behrendt, der Südasien-Forscher Leo Wigger und die deutsch-libanesische Journalistin und TV-Moderatorin Aline Abboud. Daniel Gerlach ist seit 2014 Direktor der Candid Foundation. 
Frühere Mitglieder und -gründer der Candid Foundation waren die Arabistin Katja Brinkmann (verstorben 2017), Jörg Schäffer, der Politologe Asiem El Difraoui und Sozialunternehmer Belabbes Benkredda. 
Die Arbeit der Gesellschaft wird von einem Kuratorium beaufsichtigt. Mitglieder des Kuratoriums sind der Ökonom und Organisationsforscher Ayad Al-Ani, der Nahostexperte der Bertelsmann-Stiftung Christian-Peter Hanelt, die ehemalige Präsidentin der deutschen UNESCO-Kommission Verena Metze-Mangold, Yasmin Ouberri, der Schweizer Unternehmer Heinz M. Buhofer, der Islamwissenschaftler Udo Steinbach und der französische Nahostforscher Gilles Kepel.
Die Candid Foundation will „die interkulturellen Beziehungen zwischen den Zivilgesellschaft in Europa und dem Mittelmeerraum mit Hilfe medialer und technologischer Innovation“ fördern. Sie betreibt Studien und Analysen zu Politik und Gesellschaft in den Staaten der sogenannten MENA-Region, des Kaukasus und Westasiens. Weitere Schwerpunkte sind Medien, Radikalisierung, Extremismusprävention, Start-up-Unternehmertum in Mediation in der arabischen Welt. Sie unterstützt unter anderem Dialogarbeit und zivile Konfliktbearbeitung in Syrien und im Irak.
Laut ihrer Selbstdarstellung führt die Gesellschaft Projekte verschiedener Größe durch und verfügt über ein dichtes internationales Netzwerk an Regionalexperten verschiedener Disziplinen. Der Begriff „candid“ (englisch für „offen“, „aufrichtig“, „ehrlich“) soll demnach ein Leitgedanke der Arbeit der Gesellschaft sein, die ein „Gegenmittel für Intoleranz, Fremdenhass und Desinformation“ sei.
Die Candid Foundation finanziert sich aus privaten Spenden und Zuwendungen von öffentlichen und privaten Gebern und unterhält einen wirtschaftlichen Zweckbetrieb. Als Förderer oder Kooperationspartner führt die Gesellschaft bekannte Stiftungen und Organisationen an, etwa die Anna Lindh Foundation, deren deutsches Netzwerk sie seit 2025 leitet, die Robert Bosch Stiftung, die Stiftung Mercator, die Gesellschaft für Internationale Zusammenarbeit (giz), die Siemens Stiftung, die BMW Foundation Herbert Quandt, die Bertelsmann-Stiftung, das Goethe-Institut, das Institut für Konfliktforschung in Wien, die Europäische Kommission oder das Institut Montaigne in Paris.

## Aktivitäten

### Kultur und Medien
Aufgrund ihrer Entstehungsgeschichte aus dem Netzwerk des Nahost-Magazins weist die Organisation eine starke Affinität zu Medien und Medienprojekten auf. 2015 übernahm die Candid Foundation Herausgeberschaft und Titellizenz des 1999 gegründeten Magazins zenith, dessen digitale Inhalte inzwischen in Deutsch, Englisch und Arabisch publiziert werden. Dem Magazin Der Spiegel sagte Candid-Mitgründer Daniel Gerlach, das sei notwendig geworden, da zenith „kein kommerzielles Produkt“ sei. Über die Candid Foundation habe man ein Community-Modell aufgebaut, um nachhaltigen und spezialisierten Journalismus zu fördern. Dies sei ein „Zukunftsmodell“ auch für andere Medien.
Die Candid Foundation führt außerdem in unregelmäßigen Abständen den zenith-Fotopreis zu Islam und Muslimen in Deutschland und Europa durch. Ziel der Initiative ist, Stereotypen über Muslime und Integration zu hinterfragen, Talente zu entdecken und mit Bildredakteuren deutscher Leitmedien in Kontakt zu bringen. Die Exponate einer Ausstellung zu dem Wettbewerb im Haus der Geschichte der Bundesrepublik Deutschland 2017 gelten seither als deutsches Kulturerbe.
Seit 2016 ist die Candid Foundation in Libyen aktiv, wo sie unter anderem Medien- und Fotowettbewerbe sowie das Projekt Local Libya zum Dialog zwischen lokalen Journalisten und Initiativen in dem Bürgerkriegsland ins Leben rief. Laut einem Bericht der Neuen Zürcher Zeitung zeichnet das Projekt, das größere Resonanz in den Medien fand, ein Bild von einem „Land, das zerrieben wird zwischen den Machtinteressen einzelner Gruppen, in dem aber engagierte Bürger weiterhin entschlossen sind, die Freiräume eines entstaatlichten Systems zu nutzen.“
2020 begann die Candid Foundation mit Unterstützung des Auswärtigen Amts mit einem Förderprogramm für Recherchearbeit von Journalisten aus Staaten der arabischen Welt.

### Politische Themen
Die Candid Foundation veranstaltet regelmäßig sogenannte Roundtables und Diskussionen zu nahostpolitischen Themen. Insbesondere die beiden Mitgründer Asiem El Difraoui und Daniel Gerlach treten regelmäßig in deutschen und internationalen Medien auf und kommentierten politische Ereignisse und Hintergründe. Mitgründer Belabbes Benkredda organisierte u. a. die ersten TV-Wahldebatten zur Präsidentschaftswahl 2019 in Tunesien.
Teams der Candid Foundation beraten auch deutsche Regierungsstellen, etwa das Bundesamt für Migration und Flüchtlinge zur Prävention von Islamismus und Radikalisierung.
2019 beteiligte sich die Gesellschaft in Bagdad gemeinsam mit Nahost-Experten, Diplomaten und Politikern aus Deutschland, Frankreich, Österreich, Großbritannien, der Europäischen Union, Russland, Jordanien, Kuwait, Irak und Iran an der Gründung des Bagdad Policy Club, eines Dialogformats das multilaterale Ideen für Konfliktlösungen im Nahen Osten entwickelt und erstmals unter Schirmherrschaft des irakischen Ministerpräsidenten Adil Abd al-Mahdi tagte.
Außerdem tritt die Candid Foundation als Herausgeberin von Publikationen im Programm der Bundeszentrale für politische Bildung in Erscheinung.

### Start-ups und Zivilgesellschaft
Seit ihrer Gründung unterstützt die Candid Foundation junge Unternehmensgründerinnen und -gründer in der arabischen Welt und Figuren der Zivilgesellschaft, unter anderem durch Medienformate und Veranstaltungen. Während der G7-Präsidentschaft Deutschlands führte die Candid Foundation gemeinsam mit dem Auswärtigen Amt unter Leitung von Frank-Walter Steinmeier die erste große Konferenz für die Zivilgesellschaft der im Wandel befindlichen arabischen Staaten durch. Ziel der Konferenz war unter anderem, die auf dem G8-Gipfel in Deauville 2011 von US-Präsident Barack Obama und dem damaligen Gastgeber Nicolas Sarkozy beschlossene „Deauville-Partnerschaft“ mit der Zivilgesellschaft wieder zu beleben.
Im Mai 2019 richtete die Candid Foundation in Partnerschaft mit der Europäischen Kommission in Brüssel eine Konferenz mit dem Titel „EUMed means business“ aus, bei der über 100 Start-up-Unternehmer und junge Wirtschaftsexperten aus den arabischen Staaten unter anderem mit EU-Kommissar Johannes Hahn zusammentrafen und eine Charta mit Handlungsempfehlungen und Prioritäten für die Förderung von Unternehmertum, Bekämpfung von Jugendarbeitslosigkeit und für Bürokratieabbau in der MENA-Region verabschiedeten.
2022 rief die Candid Foundation die Initiative MENA Digital Summer School ins Leben. Dabei handelt es sich um ein stipendienfinanziertes Fortbildungsprogramm für junge Menschen aus der arabischen Welt, mit dem ein ganzheitliches und interdisziplinäres Verständnis von digitaler Transformation vermittelt werden soll. Die Initiative wurde u. a. vom Land Nordrhein-Westfalen unterstützt.